# 裘德·赫希
裘德·西摩·赫希（英語：Judd Seymore Hirsch，1935年3月15日—），美國男演員。成名作包括電視劇《的士》（1978年至1981年）、《親愛的約翰》（1988年至1992年）及《数字追凶》（2005年至2010年）。知名電影演出作品如《凡夫俗子》（1980年）、《不設限通緝》（1988年）、《ID4星際終結者》（1996年）、《美丽心灵》（2001年）、《ID4星際重生》（2016年）、《原钻》（2019年）和《法貝爾曼》（2022年）。
赫希在《的士》的演出而贏得兩座黃金時段艾美獎喜劇類最佳男主角；因《親愛的約翰》贏得金球奖音乐及喜剧类剧集最佳男主角。他憑藉《凡夫俗子》和《法貝爾曼》提名奥斯卡最佳男配角奖，成為史上奥斯卡同獎項提名最長的間距。

## 早期生活
裘德·赫希生於紐約州紐約市布朗克斯區，是莎莉（Sally，娘家姓基齊斯）和電工喬瑟夫·西德尼·赫希（Joseph Sidney Hirsch）的兒子。喬瑟夫出生在紐約，父親是德國猶太人班傑明·赫希（Benjamin Hirsch），母親是英格蘭人羅莎·赫希·本傑明（Rosa Hirsch Benjamin），一家子都是荷蘭猶太人。莎莉·赫希出生在俄羅斯的一個猶太家庭。裘德·赫希有一個名為羅蘭（Roland）的兄弟。
赫希在布魯克林和布朗克斯長大，1952年畢業於德威特克林頓高中（位於布朗克斯）。他在纽约市立学院獲得理學學士學位。
大學畢業後，赫希1958年在倫納德伍德堡的美國陸軍預備役服役六個月，擔任測量師。在劇院找到工作之前曾擔任西屋公司的工程師。他在紐約市的HB工作坊學習表演。1962年從美國戲劇藝術學院畢業。

## 個人生活
赫希於1963年至1967年與第一任妻子艾麗莎·薩多恩（Elisa Sadaune）結婚；他們的兒子亞歷克斯·赫希（Alex Hirsch）於1966年出生。赫希1992年與時裝設計師邦妮·蘇·查爾金（Bonni Sue Chalkin）結婚，這對夫妻於2005年離婚。從第二段婚姻中，赫希育有一個女兒蒙塔娜（Montana）和一個兒子倫敦（London）。

## 外部連結
- 裘德·赫希在互联网电影资料库（IMDb）上的資料（英文）
- 互联网外百老汇数据库（IOBDB）上裘德·赫希的資料（英文）
- TonyAwards.com Interview with Judd Hirsch
- Dave Ross interview with Judd Hirsch （页面存档备份，存于） on MyNorthwest.com （页面存档备份，存于）